# Insulochamus
Insulochamus is een kevergeslacht uit de familie van de boktorren (Cerambycidae). De wetenschappelijke naam van het geslacht werd voor het eerst geldig gepubliceerd in 1961 door Dillon & Dillon.

## Soorten
Insulochamus omvat de volgende soorten:
- Insulochamus annobonae (Aurivillius, 1928)
- Insulochamus nicoletii (Thomson, 1857)
- Insulochamus thomensis (Jordan, 1903)